# Carl Mayer (Drehbuchautor)

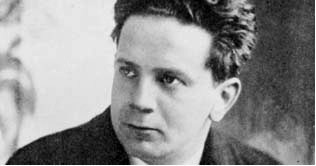
Carl Mayer

Carl Mayer (* 20. November 1894 in Graz; † 1. Juli 1944 in London) war ein österreichischer Drehbuchautor und einer der bedeutendsten Drehbuchautoren des Weimarer Kinos. Er ist besonders bekannt als Ko-Autor des Drehbuchs zum Klassiker des expressionistischen Films Das Cabinet des Dr. Caligari (1920) und als Begründer des deutschen Kammerspielfilms. Bereits zu seinen Lebzeiten wurde Mayers ungewöhnlicher, rhythmisierter Drehbuchstil breit diskutiert; wegen dieses Stils bleibt er bis heute einer der meist erforschten deutschsprachigen Drehbuchautoren.

## Leben

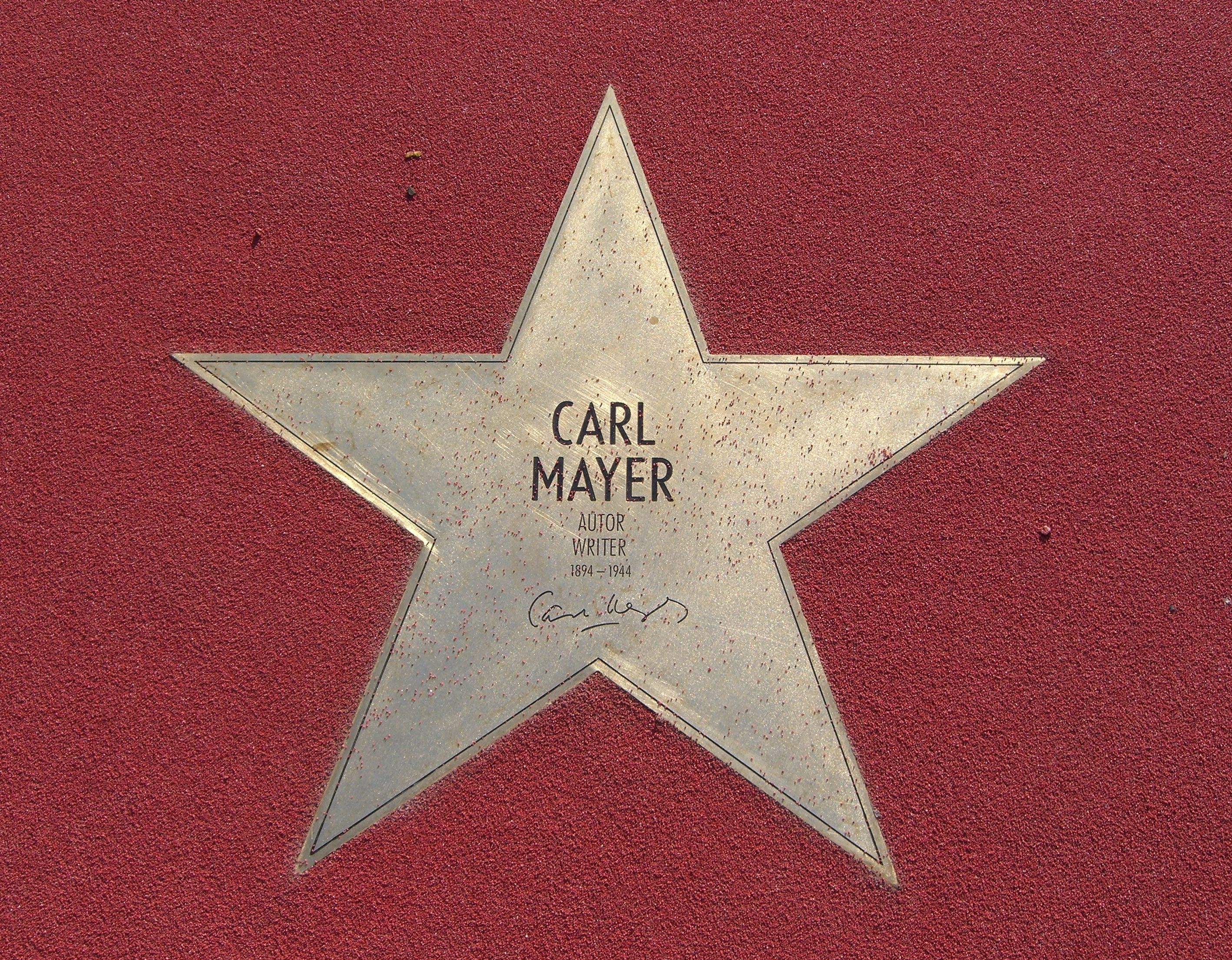
Stern von Carl Mayer auf dem Boulevard der Stars in Berlin

Carl Mayer wurde als Sohn eines erfolglosen Geschäftsmannes geboren. Im Alter von 16 Jahren wurde er Waise, als sein Vater, nachdem dieser eine erhebliche Summe Geld beim Spielen verloren hatte, durch Suizid starb. Um seinen Lebensunterhalt zu verdienen und seine drei jüngeren Brüder zu unterstützen, nahm er eine Reihe von Gelegenheitsjobs an. Er betätigte sich als Hausierer, Chorsänger, Statist und Zeichner, später auch als Schauspieler auf Provinzbühnen.
Kurz nach dem Ersten Weltkrieg lernte Mayer 1919 als Dramaturg am kleinen Berliner Residenztheater den ehemaligen Offizier und tschechischen Dichter Hans Janowitz kennen. Gemeinsam verfassten sie das Drehbuch zu Das Cabinet des Dr. Caligari, das ihn als Autor beim Film rasch etablierte.
In den Jahren 1919 bis 1921 arbeitete Mayer mit extremer Produktivität und schrieb 13 Drehbücher, von denen 10 gleich realisiert wurden. Er entwickelte allmählich eine Neigung zum Kammerspielfilm, setzte sich aber weiterhin parallel mit phantastischen und barocken Motiven auseinander. 1924 verfasste Mayer das Drehbuch zu Der letzte Mann von Friedrich Wilhelm Murnau, der als Meisterwerk des deutschen Stummfilms gilt. Der Höhepunkt seiner langjährigen Zusammenarbeit mit Murnau wird 1926 das noch in Deutschland fertiggestellte Drehbuch zu Sonnenaufgang, den Murnau 1927 in den USA realisierte. Ebenfalls 1927 kam der berühmte experimentelle Film von Walter Ruttmann Berlin – Die Sinfonie der Großstadt (1927) heraus, bei dem es im Vorspann heißt: „nach einer Idee von Carl Mayer“.

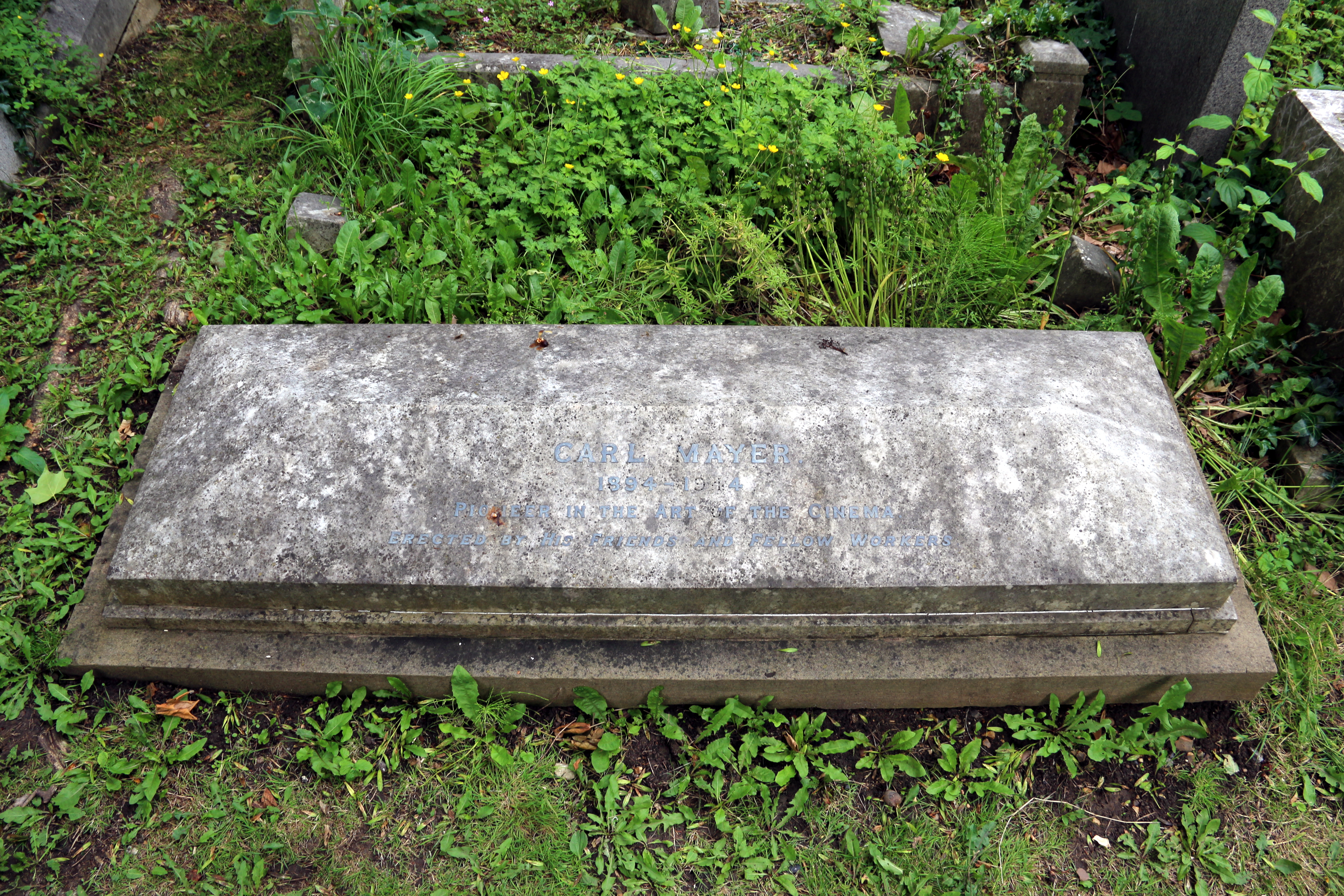
Grab von Carl Mayer auf dem Highgate Cemetery in London.

Mayer ging 1932 zunächst nach Frankreich, 1935 dann nach England. Nach der Flucht aus Nazideutschland konnte Mayer seinen Beruf weiterhin nur als dramaturgischer Berater ausüben; in der englischsprachigen Filmindustrie vermochte er sich als Drehbuchautor nicht durchzusetzen. Er erlag am 1. Juli 1944 in London im Alter von 49 Jahren einem Krebsleiden und wurde  am Highgate Cemetery im Londoner Stadtteil Camden beigesetzt.
Im September 2010 wurde er mit einem Stern auf dem Boulevard der Stars in Berlin geehrt.

## Werk

### Das Cabinet des Dr. Caligari
Mayer schrieb sein erstes Drehbuch 1919 in Zusammenarbeit mit Hans Janowitz und verkaufte es an die Decla-Bioskop Filmgesellschaft unter dem Titel „Das Cabinett des Dr. Calligari: Phantastischer Filmroman in 6 Akten“. Ein Originalmanuskript des Drehbuchs wurde von der Deutschen Kinemathek aus dem Nachlass von Werner Krauß erworben und 1995 veröffentlicht. Dem Manuskript fehlt jedoch die letzte bzw. letzten Seiten; weitere überlieferte Manuskripte sind nicht bekannt.
Robert Wiene realisierte das Drehbuch von Mayer und Janowitz als Das Cabinet des Dr. Caligari (1920). Obwohl der Film als der größte Klassiker des expressionistischen Films gilt, weist das Drehbuch von Mayer und Janowitz keine Hinweise auf die typischen Züge des expressionistischen Films auf und ist stattdessen von typischen Motiven der Neoromantik geprägt. Unter anderem ließen sich Mayer und Janowitz in ihrem Drehbuch vermutlich vom neoromantischen Roman des österreichischen Grafikers Alfred Kubin, Die andere Seite (1909), inspirieren. Der Film weicht in mehreren Hinsichten stark vom Drehbuch ab. Besonders beachtenswert ist z. B., dass die Rahmenerzählung im Drehbuch sich von der im Film radikal unterscheidet: Anstatt die Binnengeschichte als Wahnvorstellungen des Protagonisten infrage zu stellen, spielt sich die Rahmenerzählung des Drehbuchs in einer bürgerlichen Gesellschaft ab, wo der Protagonist die Geschichte über Caligari bei einem Abend-Bowl seinen Freunden erzählt.

### Vom „Caligarismus“ zum Kammerspiel
Nach dem Erfolg von Caligari wurde Mayer rasch zu einem gefragten Drehbuchautor. Nach seinen Drehbüchern wurden einige weitere zum expressionistischen Kanon zählende Filme wie etwa Genuine (1920) und Torgus (1921) gedreht. Mayers Spezialität wurde jedoch nicht der expressionistische, sondern der Kammerspielfilm; Mayer gilt als „Urheber und wichtigster Vertreter dieser Gattung“. In der ersten Hälfte der 1920er Jahre schrieb er solche Klassiker des Kammerspielfilms wie Scherben (1921), Hintertreppe (1921), Sylvester (1924) und Der letzte Mann (1924). Mit diesen Drehbüchern greift Mayer den ca. 15 Jahre davor durch Max Reinhardts Kammerspiele initiierten Wechsel „vom Mythischen ins Bürgerliche, vom Öffentlichen ins Private, vom Heroischen ins Gewöhnliche, vom weiten in den nahen Blick, vom großen in den engen Raum“ auf. Für Mayers Kammerspiel-Drehbücher sind psychologische Konflikte, begrenzte Anzahl der Figuren, kleinbürgerliches Milieu, räumlich begrenzte Settings und sehr wenige Zwischentitel charakteristisch.

## Stil
Zur gleichen Zeit als Mayer die Hauptzüge des Kammerspielfilms in seinen Drehbüchern erarbeitete, entwickelte er auch einen besonderen Stil des Drehbuchschreibens. Die meisten Drehbücher Mayers sind, ähnlich wie Gedichte, vertikal ausgedehnt und haben ungleiche Zeilenlängen. Am breiten linken Rand werden Hinweise auf die Kamerabewegung bzw. die Größe der jeweiligen Einstellung gegeben. Die Handlung wird in kürzeren, elliptischen Sätzen beschrieben; oft werden nominale Sätze bevorzugt und die Handlung wird durch ein Partizip ausdrückt. Die Wortfolge wird entgegen den grammatischen Regeln geändert. Von den Satzzeichen verwendet Mayer meist nur Punkt, Doppelpunkt und Ausrufezeichen. Häufig werden in die Handlungsbeschreibung einzelne Ausrufe wie „Doch!“, „Und!“, „Jetzt!“ oder „Denn:“ eingefügt. Durch diesen besonderen Umgang mit der Sprache sind die meisten Drehbücher Mayers auffällig rhythmisiert.
Der für Drehbücher ungewöhnliche Schreibstil war—neben dem Erfolg vom Caligari-Film—ein weiterer Grund für Mayers große öffentliche Beachtung. So veranstaltete Lupu Pick 1920 eine öffentliche Lesung von Mayers Drehbuch Der Dummkopf (1920), das Pick im selben Jahr realisiert hatte, und der Potsdamer Verlag Gustav Kiepenheuer brachte 1924 Mayers Drehbuch Sylvester in Buchform heraus. Dies war die erste deutschsprachige Veröffentlichung eines realisierten Drehbuchs.
Mayers Stil wurde bereits von seinen Zeitgenossen aber auch von späterer Forschung mit expressionistischer Lyrik verglichen und auf verschiedene Weisen interpretiert: als Andeutung des Handlungstempos, Hinweise auf den Schnitt, Antizipation des emotionalen Zustands der künftigen Zuschauer und als Widerspieglung der medialen Besonderheiten des Films.

## Filmografie
- 1919: Das Cabinet des Dr. Caligari
- 1919: Johannes Goth
- 1920: Der Bucklige und die Tänzerin
- 1920: Genuine
- 1920: Der Dummkopf
- 1920: Der Gang in die Nacht
- 1920: Torgus
- 1921: Schloß Vogelöd
- 1921: Danton
- 1921: Grausige Nächte
- 1921: Scherben
- 1921: Hintertreppe
- 1922: Vanina
- 1922: Der Puppenmacher von Kiang-Ning
- 1923: Erdgeist
- 1923: Die Straße (Treatment)
- 1924: Sylvester
- 1924: Der letzte Mann
- 1925: Tartüff
- 1927: Berlin – Die Sinfonie der Großstadt (Idee)
- 1927: Sonnenaufgang – Lied von zwei Menschen
- 1928: Vier Teufel
- 1930: Stürme über dem Mont Blanc
- 1930: Ariane
- 1931: Der Mann, der den Mord beging (Dialog)
- 1932: Der träumende Mund

## Carl-Mayer-Drehbuchwettbewerb
Seit 1989 schreibt Mayers Heimatstadt Graz jährlich den Carl-Mayer-Drehbuchwettbewerb aus, um, wie es in der Ausschreibung heißt, mit dem „Filmpoeten Carl Mayer […] einen der wichtigsten Drehbuchautoren der 20 Jahre des vorigen Jahrhunderts“ zu ehren. Der Carl-Mayer-Drehbuchpreis wird in zwei Kategorien vergeben: Der Hauptpreis ist mit 14.500 Euro, der Förderungspreis mit 7.200 Euro dotiert.

### Sekundärliteratur
- Michael Omasta, Brigitte Mayr, Christian Cargnelli (Hrsg.): Carl Mayer, Scenar[t]ist. Ein Script von ihm war schon ein Film. „A script by Carl Mayer was already a film“. Synema, Wien 2003, ISBN 3-901644-10-5.
- Mario Verdone (Hrsg.): Carl Mayer e l’espressionismo: Atti del convegno internazionale di studi su Carl Mayer. Bianco e Nero, Rome 1969.
- Bernhard Frankfurter (Hrsg.): Carl Mayer. Im Spiegelkabinett des Dr. Caligari. Der Kampf zwischen Licht und Dunkel. Promedia, Wien 1997, ISBN 3-85371-122-7.
- Jürgen Kasten: Carl Mayer: Filmpoet. Ein Drehbuchautor schreibt Filmgeschichte. Vistas, Berlin 1994, ISBN 3-89158-109-2.
- Rolf Hempel: Carl Mayer. Ein Autor schreibt mit der Kamera. Henschelverlag, Berlin/DDR 1968.
- Eberhard Spiess: Carl Mayer. Ein Filmautor zwischen Expressionismus und Idylle (= Filmblätter. Bd. 11, ZDB-ID 571575-1). Kommunales Kino, Frankfurt am Main 1979.
- Alexandra Ksenofontova: The screenplay/film relationship bifurcated: Reading Carl Mayer’s Sylvester (1924). In: Journal of Screenwriting. Band 9, Nr. 1, 2018, S. 25–39, doi:10.1386/josc.9.1.25_1.
- Herrmann Kappellhoff: Geschriebene Bewegungsbilder: Der Filmdichter Carl Mayer. In: Andreas Kirchner, Astrid Pohl und Peter Riedel (Hrsg.): Kritik des Ästhetischen — Ästhetik der Kritik. Festschrift für Karl Prümm zum 65. Geburtstag. Schüren Verlag, Marburg 2010, S. 270–284.
- Dietrich Scheunemann: Once More on Wiene’s The Cabinet of Dr. Caligari. In: Dietrich Scheunemann (Hrsg.): Expressionist Film: New Perspectives. Camden House, New York 2003, ISBN 1-57113-068-3, S. 125–156.
- Marion Faber: Carl Mayer’s "Sylvester": The Screenplay as Literature. In: Monatshefte für deutschen Unterricht, deutsche Sprache und Literatur. Band 70, Nr. 2, 1978, S. 159–170.
- Herbert G. Luft: Notes on the World and Work of Carl Mayer. In: The Quarterly of Film Radio and Television. Band 8, Nr. 4, 1954, S. 375–392.

### Wörterbucheinträge
- Wladika: Mayer Karl. In: Österreichisches Biographisches Lexikon 1815–1950 (ÖBL). Band 5, Verlag der Österreichischen Akademie der Wissenschaften, Wien 1972, S. 436.
- Manfred Kreckel: Mayer, Carl. In: Neue Deutsche Biographie (NDB). Band 16, Duncker & Humblot, Berlin 1990, ISBN 3-428-00197-4, S. 548 f. (Digitalisat).
- Kay Weniger: Das große Personenlexikon des Films. Die Schauspieler, Regisseure, Kameraleute, Produzenten, Komponisten, Drehbuchautoren, Filmarchitekten, Ausstatter, Kostümbildner, Cutter, Tontechniker, Maskenbildner und Special Effects Designer des 20. Jahrhunderts. Band 5: L – N. Rudolf Lettinger – Lloyd Nolan. Schwarzkopf & Schwarzkopf, Berlin 2001, ISBN 3-89602-340-3, S. 356 f.
- Kay Weniger: 'Es wird im Leben dir mehr genommen als gegeben …'. Lexikon der aus Deutschland und Österreich emigrierten Filmschaffenden 1933 bis 1945. Eine Gesamtübersicht. S. 340 f., ACABUS-Verlag, Hamburg 2011, ISBN 978-3-86282-049-8